# Buchholz in der Nordheide
Buchholz in der Nordheide è una città di 38.162 abitanti della Bassa Sassonia, in Germania.

Appartiene al circondario (Landkreis) di Harburg (targa WL).
Buchholz si fregia del titolo di "Comune indipendente" (Selbständige Gemeinde).

## Amministrazione

### Gemellaggi
Buchholz è gemellata con:
- Canteleu, dal 1975.
- Wołów, dal 1996.
- Järvenpää, dal 2005.